# لورا غريمالدي
لورا غريمالدي (بالإيطالية: Laura Grimaldi)‏ هي صحفية ومترجمة وكاتِبة إيطالية، ولدت في 1928 في روفينا في إيطاليا، وتوفيت في 3 يوليو 2012 في ميلانو في إيطاليا.